# 西部舞狂
《西部舞狂》是1988年由广春兰执导，天山电影制片厂摄制，中国电影发行放映公司发行的彩色歌舞喜剧电影。由艾斯卡尔·买买提和吐尔逊娜依·依不拉音江担任主角。影片以男女主角的爱情为主线，文艺比赛为副线，讲述了一群喜欢霹雳舞和摇滚的新疆青年的故事。
《西部舞狂》是新疆HipHop发展的起源之作。

## 剧情简介
喜爱舞蹈的理发师帕霞（吐尔逊娜依·依不拉音江饰）在为青年亚森（艾斯卡尔·买买提饰）理发时，因为被流行音乐所吸引而剪坏了亚森的额角。作为这首歌原唱的亚森并未怪罪帕霞，反而对帕霞心生好感并为帕霞解了围。亚森喜爱唱流行歌，亚森的徒弟则会跟着音乐跳霹雳舞。
在一次舞会上，亚森向帕霞倾诉爱意。然而帕霞在向其他人打听亚森的情况时，知道了他已经有了名叫赛阿西的爱人。当帕霞前往群艺馆时看到了正在和女歌手排练的亚森，将乐队名误认为情人名的帕霞伤心地离开。帕霞将精力扑向了母亲经营不善的饭店，不再搭理亚森。经过帕霞的大胆改革后，饭店焕然一新。
后来群艺馆艾力老师向帕霞解释亚森的赛阿西其实是乐队的名称，误会解开，两人重归于好。全国文艺人才选拔赛开赛，众人各显其能。亚森的徒弟在现场与他人斗舞，帕霞跳民族迪斯科，亚森选择一曲流行歌，唱出新疆青年热爱生活、艺术的心声。

## 电影制作

### 拍摄背景
20世纪80年代初，米高梅拍摄了一部电影《霹雳舞》，上映期间在美国本土创造了3800万美元的票房。1987年，中国大陆引入该片，电影在年轻人中受到追捧。霹雳舞（Breakin）在年轻人中也流行起来，甚至一度引发霹雳舞狂热。迈克尔·杰克逊是霹雳舞在中国流行的另一原因，他的舞蹈多是由纽约著名的霹雳舞舞者编舞，而他的音乐、舞蹈风靡全中国。《西部舞狂》的导演光春兰是在这样的时代背景中获得的启发。
《西部舞狂》拍摄之时正值中国电影业改革之际，1988年，中国电影界先后出现独立制片人和摄制组承包两种全新的制片方式。拍摄《西部舞狂》时，广春兰和天山电影制片厂签订的是承包影片摄制组的合同。摄制组承包制的实施使得天山电影制片厂在当时既获得社会效益，也获得经济效益。

### 电影选角
拍摄电影《买买提外传》时，广春兰结识了天山电影制片厂放映员艾斯卡尔·买买提，也就是后来灰狼乐队主唱。当时的艾斯卡尔为了超过日本电影歌曲《阿西》，组建了赛阿西电声乐队，并用日语演唱，在乌鲁木齐市轰动一时。艾斯卡尔当时还承包了舞会厅，举办舞会。广春兰参加了艾斯卡尔组织的舞会，并多次采访了他。广春兰决定为艾斯卡尔为原型创作剧本，而主演也是艾斯卡尔本人。在电影《买买提外传》中，女主演吐尔逊娜依·依不拉音江已经初露锋芒，成为首个跳新疆民族迪斯科的人物。在构思《西部舞狂》的剧本时，光春兰就已经决定由吐尔逊娜依担任女主角。
其他参与霹雳舞的演员选择都是具有实力的霹雳舞爱好者，而非专业舞蹈演员，建筑工人居来提的扮演者是在北京的霹雳舞大赛获奖的周来提；霹雳舞高手是多次在市、区舞蹈比赛中获奖的个体户小老板霍江扮演；帕霞的小弟弟艾山由12岁在在新疆宏大霹雳舞比赛大奖赛中获得第二名的阿不拉江扮演。

### 音乐选取
《西部舞狂》选择了彼时红极一时的流行音乐。因为当时音乐版权意识薄弱，很多音乐都是直接使用。电影使用了迈克尔·杰克逊的歌曲，香港飞时唱片有限公司出品或授权的的《猛士的士高》（Master Mix）、《荷东》等当时风靡的霹雳舞音乐，以及日本电影《阿西们的街（アッシイたちの街）》主題歌《阿西（チャンス）》、中国内地《世界需要热心肠》等流行音乐。
《西部舞狂》同时也使用了原创音乐，《西部舞狂》的作曲依克木在影片中将十二木卡姆和现代音乐节奏结合，并根据电影分镜创作出既有民族特色也有现代音乐风格的乐曲。

## 主题特点
《西部舞狂》的情节并不复杂，虽然有亚森和帕霞的爱情主线和李三与居来提比赛副线的双线叙事，但电影对爱情的波折和比赛的进展着墨不多，反而将更多的篇幅交给歌舞本身。同时，《西部舞狂》有着崇尚喜剧、宣扬轻快的歌舞片特征。广春兰拍摄《西部舞狂》的目的是要展示中国新疆文化的新人、新事等新鲜事物，通过这些新事物赞颂新疆社会在改革开放中的发展进步。所以《西部舞狂》不仅具有歌舞片类型的特征，同时也是一部娱乐性质的主旋律电影。

## 电影影响
截止1989年5月，《西部舞狂》共拷贝133份。1989年首届中国电影节中，《西部舞狂》作为故事片汇展片目之一。
《西部舞狂》是中国首部街舞主题电影，其中展示了很多如月球漫步、6 step、swipe、大风车动作等基础街舞动作，甚至出现街舞斗舞的片段。《西部舞狂》被视为新疆Hip-Hop的起源。